# Seebühne Hiddensee
Die Seebühne Hiddensee ist ein privat betriebenes Kammertheater auf Hiddensee. Es ging aus dem Figurentheater Homunkulus in Berlin hervor und wurde 1997 vom Puppenspieler Karl Huck gegründet, der das Puppentheater mit seiner Ehefrau Wiebke Volksdorf leitet.
Im Programm sind Stücke, die oft Interpretationen klassischer Erzählungen sind, etwa Don Juan, Moby Dick, Shakespeares Der Sturm, Goethes Faust, Die Ameise und die Heuschrecke, Pinocchio, Der Wolf und die sieben jungen Geißlein und Der Hase und der Igel. Gastspiele führte das Ensemble nach Südamerika, Indien und zahlreiche europäische Länder. 

## Auszeichnung
Der Verlag Theater der Zeit verlieh 2023 den Martin-Linzer-Theaterpreis an die Seebühne. Ausgezeichnet wurde das Theater, weil „sich kein anderes Theater so spielerisch wie einfallsreich mit den großen Stücken der Weltliteratur – für ein Publikum in der ganzen Breite aller Altersgruppen – beschäftigt“.

## Figurensammlung Homunkulus
Im Frühjahr 2014 eröffnete die Figurensammlung Homunkulus, in der neben etwa 200 Puppen auch Requisiten und Theaterprospekte aktueller und vergangener Produktionen der Seebühne ausgestellt sind.